# بروس بارنز
بروس بارنز (بالإنجليزية: Bruce Barnes)‏ هو أمين أمريكي، ولد في 15 مارس 1962.